# Osek, Beroun
Osek là một làng thuộc huyện Beroun, vùng Středočeský, Cộng hòa Séc.